# Chrysosoma ungulatum
Chrysosoma ungulatum är en tvåvingeart som beskrevs av Octave Parent 1941. Chrysosoma ungulatum ingår i släktet Chrysosoma och familjen styltflugor.
Artens utbredningsområde är Principe. Inga underarter finns listade i Catalogue of Life.